# Dolmen von Lapeyrière

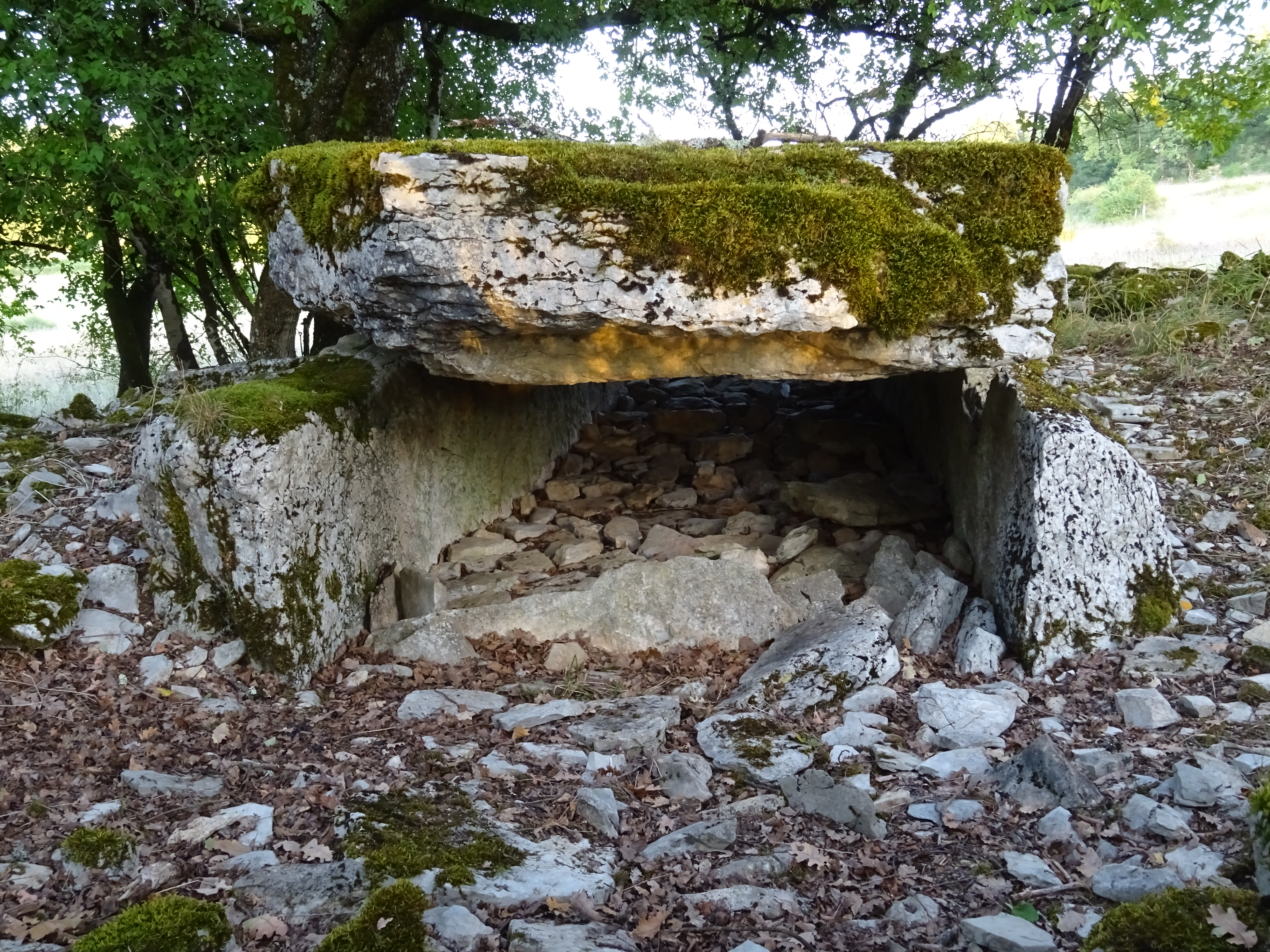
Dolmen von Lapeyrière

Der rechteckige Dolmen von Lapeyrière liegt von Bäumen umgeben am Ende eines Feldes. Er ist von der Landstraße, die von Grèzes nach Brengues im Département Lot in Frankreich führt, aus zu sehen. Dolmen ist in Frankreich der Oberbegriff für neolithische Megalithanlagen aller Art (siehe: Französische Nomenklatur).
Er wurde 1965 von Jean Clottes, der erkannte, dass der Dolmen bereits früher mehrmals freigelegt worden war, ausgegraben und wieder aufgestellt. Material aus der Kupfersteinzeit und Keramik aus der Mittleren Bronzezeit wurden geborgen. Wahrscheinlich wurde der ursprüngliche Inhalt bereits während der mittleren Bronzezeit entfernt, und die Stätte wurde während der römischen Epoche und zu späteren Zeiten durchwühlt.
Der Deckstein misst heute etwa 4,3 × 2,4 × 0,55 m. Der Block hinter dem Dolmen, könnte ein Teil des Decksteins sein. Der Grabhügel hat einen Durchmesser von etwa 14,0 m. Er wird im Westen von Trockenmauerwerk, gegen eine weitere Anhäufung von Schutt auf der Südseite von früheren Ausgrabungen oder von Lesesteinen, die vom Feld geräumt werden, abgeschlossen. Der Dolmen befindet sich auf Privatgrund und ist über öffentliche Wege nicht erreichbar.